# José Manuel Otero Novas
José Manuel Otero Novas (Vigo, Galícia, 20 de març de 1940) és un polític i jurista gallec que fou ministre en els primers governs presidits per Adolfo Suárez.

## Biografia
Va néixer el 1940 a la ciutat de Vigo. Va estudiar dret a la universitat, i l'any 1967 aconseguí esdevenir advocat de l'Estat per oposició pública.

## Activitat política
L'any 1976 fou nomenat subsecretari tècnica del President del Govern d'Espanya, càrrec que abandonà per ser nomenat Ministre de la Presidència a l'inici de la Legislatura Constituent i que desenvolupà fins al seu final l'any 1979.
En les eleccions generals de 1979 fou escollit diputat de la Unió de Centre Democràtic (UCD) per la província de Lugo al Congrés, sent nomenat en la formació de govern Ministre d'Educació, càrrec del qual fou rellevat en una remodelació del govern el 1980.
Allunyat de la política activa, i centrat en la seva activitat professional, l'any 1989 s'afilià al Partit Popular (PP) i fou novament elegit diputat al Congrés, en aquesta ocasió per la província de Zamora.